# Arrenga siffleur
Myophonus caeruleus
Espèce
Statut de conservation UICN

 LC  : Préoccupation mineure
L'Arrenga siffleur (Myophonus caeruleus) ou Myophone siffleur, est une espèce de passereaux appartenant à la famille des Muscicapidae.

## Description
Pouvant peser jusqu'à 180 gr et mesurer 33 cm de long, il est considéré comme la plus grande espèce de grive.

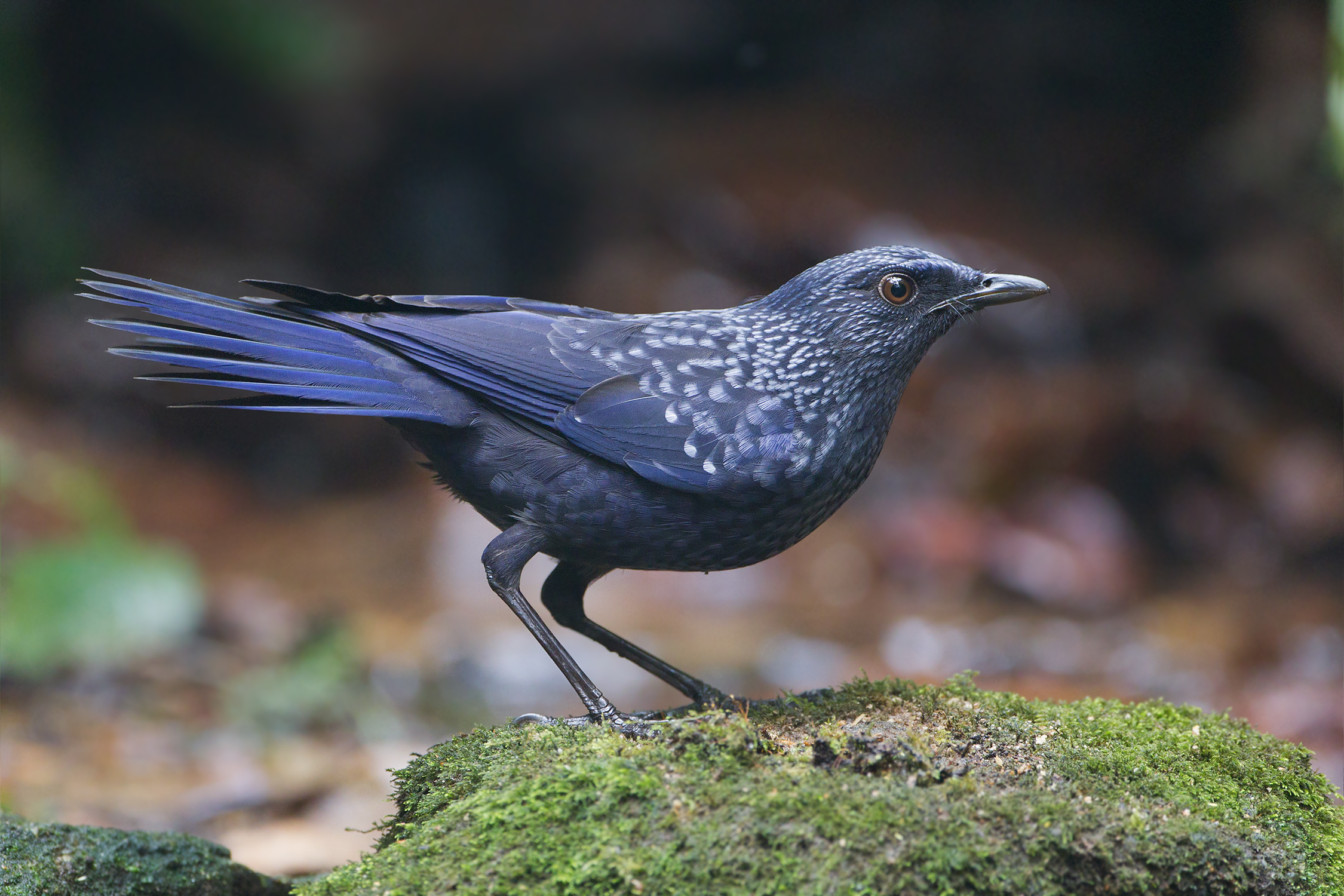
Un arrenga siffleur,, Thaïlande.

Son plumage est bleu violet.

## Habitat
Ses habitats naturels sont les forêts tempérées et les forêts humides subtropicales ou tropicales de montagnes, le long des cours d'eau rapides.

## Reproduction
Les couples restent sur leur territoire toute l'année. Son nid est une coupe de mousse.

## Systématique
Les travaux phylogéniques de Sangster et al. (2010) et Zuccon & Ericson (2010) montrent que son placement traditionnel dans la famille des Turdidae est erroné, et que cette espèce appartient en fait à la famille des Muscicapidae.

## Répartition et sous-espèces
Selon la classification de référence du Congrès ornithologique international (15.1, 2025) il se répartit en sic sous-espèces (ordre phylogénique) :
- M. c. temminckii Vigors, 1831 — des monts Tian aux monts Hengduan et le centre de la Chine ;
- M. c. caeruleus (Scopoli, 1786 — Chine ;
- M. c. eugenei Hume, 1873 — sud-ouest de la Chine et Indochine ;
- M. c. crassirostris Robinson, 1910 — sud de l'Indochine (au nord de l'isthme de Kra) ;
- M. c. dichrorhynchus Salvadori, 1879 — péninsule Malaise et Sumatra ;
- M. c. flavirostris (Horsfield, 1821) — Java.